# ФК Локомотива Пловдив
ФК Локомотива Пловдив (буг. ПФК Локомотив Пловдив) је бугарски фудбалски клуб из Пловдива, који се тренутно такмичи у Првој лиги Бугарске.

## Историја
Клуб је основан 25. јула 1926. када су се два клуба из Пловдива, „Атлетик“ и „Караџа“, ујединили и основали „Спортски клуб Пловдив“. Сезоне 1964/65 Локомотива је стигла до трећег кола Купа сајамских градова, где је играла са Јувентусом. После 2 ремија, оба пута по 1:1, трећи меч као мајсторица играо се у Торину, где је Јувентус славио са 2:1 после продужетака и тако прошао даље. Сезона 2003/04 је била најуспешнија за Локомотиву, јер је те сезоне освојила прву титулу првака Бугарске. Екипа која је чинила прву поставу: Мартин Камбуров, Васил Камбуров, Горги Илиев, Александар Тунчев, Кирил Котев, Владимир Иванов, Методи Стојнев, Бобан Јанчевски, Ванчо Трајанов и Роберт Петров. Најбољи стрелац првенства те сезоне био је Мартин Кумбаров са 25 постигнутих погодака. 2004. клуб је играо квалификације за Лигу шампиона, где је већ у другом колу испао од белгијског Брижа изгубивши у гостима 4:0, и код куће 2:0. Исте године Локомотива је освојила и Суперкуп Бугарске победивши Литекс резултатом 1:0. Сезоне 2004/05 Локомотива је завршила као трећа у првенству, и тако играла у Купу УЕФА. У квалификацијама су елиминисали ОФК Београд, али су у првом колу испали од Болтона. 25. августа 2005, само неколико сати након победе над ОФК Београдом, власник клуба Георги Илиев је убијен.

## Име клуба кроз историју
- Спортски клуб Пловдив (1926—1945)
- С.П. 45 (1945—1946)
- Славиja Пловдив (1946—1947, 1949)
- Славија-Ченгелов Пловдив (1947-1949)
- Енергиja Пловдив (1949)
- Торпедо Пловдив (1949-1951)
- Локомотивa Пловдив (1951—данас)

## Успеси
- Прва лига Бугарске:
  - Првак (1):  2003/04
  - Вицепрвак (2): 1972/73, 2020/21
- Куп Бугарске:
  - Освајач (2): 2018/19, 2019/20
  - Финалиста (7): 1940, 1942, 1948, 1959/60, 1970/71, 1981/82, 2011/12
- Суперкуп Бугарске:
  - Освајач (2): 2004, 2020
  - Финалиста (2): 2012, 2019

## Локомотива Пловдив у европским такмичењима
| Сезона  | Такмичење             | Коло          | Земља                                            | Клуб                 | Резултат            |
| ------- | --------------------- | ------------- | ------------------------------------------------ | -------------------- | ------------------- |
| 1963/64 | Куп сајамских градова | 1.коло        | Румунија                                         | Стеаугул Рошу Брашов | 3-1, 2-1            |
|         |                       | Осмина финала | Мађарска                                         | Ујпешт               | 0-0, 1-3            |
| 1964/65 | Куп сајамских градова | 1.коло        | Социјалистичка Федеративна Република Југославија | Војводина            | 1-1, 1-1, 2-0       |
|         |                       | 2.коло        | Румунија                                         | Петролул Плоешти     | 0-1, 2-0            |
|         |                       | 3.коло        | Италија                                          | Јувентус             | 1-1, 1-1, 1-2       |
| 1965/66 | Куп сајамских градова | 1.коло        | Чешка                                            | Спартак Брно         | 0-2, 1-0            |
| 1967/68 | Куп сајамских градова | 1.коло        | Социјалистичка Федеративна Република Југославија | Партизан             | 1-5, 1-1            |
| 1969/70 | Куп сајамских градова | 1.коло        | Италија                                          | Јувентус             | 1-3, 1-2            |
| 1971/72 | УЕФА куп              | 1.коло        | Источна Немачка                                  | Карл Цајс Јена       | 0-3, 3-1            |
| 1973/74 | УЕФА куп              | 1.коло        | Малта                                            | Слијема              | 2-0, 1-0            |
|         |                       | 2.коло        | Мађарска                                         | Хонвед               | 3-4, 2-3            |
| 1974/75 | УЕФА куп              | 1.коло        | Мађарска                                         | Ђер                  | 3-1, 1-3 (5-4 п.п.) |
|         |                       | 2.коло        | Њемачка                                          | Фортуна Диселдорф    | 2-0, 0-3            |
| 1976/77 | УЕФА куп              | 1.коло        | Њемачка                                          | Црвена звезда        | 2-1, 1-4            |
| 1983/84 | УЕФА куп              | 1.коло        | Грчка                                            | ПАОК                 | 1-2, 1-3            |
| 1992/93 | УЕФА куп              | 1.коло        | Француска                                        | Оксер                | 2-2, 1-7            |
| 1993/94 | УЕФА куп              | 1.коло        | Италија                                          | Лацио                | 0-2, 0-2            |
| 2004/05 | Лига шампиона         | Квалификације | Белгија                                          | Клуб Бриж            | 0-2, 0-4            |
| 2005/06 | УЕФА куп              | Квалификације | Србија и Црна Гора                               | ОФК Београд          | 1-0, 1-2            |
|         |                       | 1.коло        | Енглеска                                         | Болтон               | 1-2, 1-2            |
| 2006    | Интертото куп         | 2.коло        | Румунија                                         | Фарул                | 1-2, 1-1            |
| 2012/13 | УЕФА лига Европе      | 2. коло кв.   | Холандија                                        | Витесе               | 4-4, 1-3            |
| 2019/20 | УЕФА лига Европе      | 2. коло кв.   | Словачка                                         | Спартак Трнава       | 2-0, 1-3            |
|         |                       | 3. коло кв.   | Француска                                        | Стразбур             | 0-1, 0-1            |